# Черніков Ігор Федорович
Ігор Федорович Черніков (нар. 1 січня 1931, с. Піски Лохвицького району Полтавської області — пом. 9 січня 2021, м. Київ) — український історик, доктор історичних наук (1985), професор (2006), дослідник історії Туреччини, українсько-турецьких взаємин, міжнародних відносин на Близькому Сході, проблем орієнталістики, лауреат премії імені Д. З. Мануїльського Академії наук Української РСР (1975).

## Життєпис
Ігор Черніков народився 1931 року в с. Піски на Полтавщині. Під час німецько-радянської війни разом з матір'ю, лікарем за фахом, був евакуйований до м. Андижана Узбецької РСР. Вивчав у середній школі узбецьку мову. Брав участь в обласних шкільних олімпіадах з літератури та історії. У 1949 році закінчив із срібною медаллю «За успіхи та зразкову поведінку» середню школу № 39 м. Миколаєва. У 1954 році з відзнакою закінчив факультет міжнародних відносин Київського державного університету імені Т. Г. Шевченка, отримавши спеціальність: «Історик — міжнародник» та «референт-перекладач».
Після закінчення вишу почав працювати вчителем історії у двох київських середніх школах. Викладав уроки нової історії зарубіжних країн англійською мовою у 8-9-х класах. З 1957 по 1960 роки навчався в аспірантурі Інституту історії Академії наук Української РСР, де вивчав турецьку мову. У 1960 році був прийнятий на посаду молодшого наукового співробітника відділу загальної історії і міжнародних відносин Інституту історії Академії наук Української РСР. Після захисту кандидатської дисертації, в 1963 році перейшов до відділу нової і новітньої історії зарубіжних країн того ж інституту науковим співробітником. У 1964 році обійняв посаду старшого наукового співробітника відділу історії країн зарубіжного Сходу Інституту історії АН УРСР.
1978 року Ігор Черніков переведений до новоствореного Інституту соціальних і економічних проблем зарубіжних країн (з 1992 р. — Інститут світової економіки і міжнародних відносин НАН України).
У 1978—1992 роках працював завідувачем відділу історії країн, що розвиваються. У 1993 році перейшов на посаду головного наукового співробітника Інституту світової економіки і міжнародних відносин НАН України, де працював до 2000 року. У 2005—2006 роках працював старшим науковим співробітником Інституту сходознавства імені А. Ю. Кримського НАН України, входив до складу його Вченої ради.
Помер 9 січня 2021 року у Києві.

## Наукова діяльність
Кандидатську дисертацію Ігор Черніков захистив у 1962 році за темою «Радянсько-турецькі відносини 1923—1935 рр.» (науковий керівник — доктор історичних наук, професор Андрій Ковалівський), в якій значна увага приділялась українсько-турецьким взаєминам. Офіційним опонентом був тодішній патріарх радянської туркології — доктор історичних наук, професор Орест Міллер (1901—1973). Докторську дисертацію «Радянсько-турецькі відносини у 1934—1972 рр.» було захищено 1985 року.
Наукові інтереси
Дослідник історії республіканської Туреччини та діяльності її засновника і будівничого Мустафи Кемаля Ататюрка, українсько-турецьких взаємин, міжнародних відносин на Близькому і Середньому Сході, актуальних проблем орієнталістики.
Брав активну участь у науковому житті відділу історії міжнародних відносин і зовнішньої політики України Інституту історії України НАН України. Стояв біля витоків розбудови Інституту сходознавства Інституту сходознавства імені А. Ю. Кримського НАН України.

### Наукові праці
До творчого доробку вченого належать близько 230 наукових і науково-популярних праць, опублікованих в Україні, РФ, Туреччині, Франції, Великій Британії, Румунії. Зокрема, Ігор Черніков є автором 5 індивідуальних монографій, керівником авторського колективу, відповідальним редактором і співавтором 12 колективних монографій.
Брав участь, виступав з доповідями і повідомленнями на міжнародних наукових форумах:
- колоквіумі «Стамбул — центр розвитку культур балканських, середземноморських, східних і слов'янських народів» (Стамбул, Туреччина, жовтень 1973 p.);
- IV конгресі істориків-балканістів (Анкара, Туреччина, серпень 1979 p.);
- симпозіумі ЮНЕСКО «Ататюрк — засновник Турецької республіканської держави» (Париж, Франція, грудень 1981 p.);

Під час наукового відрядження до Босфорського університету Стамбула у жовтні 1983 p. прочитав лекці. «60-річчя українсько-турецького договору про дружбу і братерство від 2 січня 1922 р.»
Був співголовою міжнародного семінару, організованого Інститутом орієнталістики Чехословацької Академії наук у Празі з Інститутом соціальних і економічних проблем зарубіжних країн АН УРСР (жовтень 1988). Відвідував щомісячні орієнталістичні семінари у кабінеті-бібліотеці імені академіка В. О. Гордлевського (1876—1956) Інституту сходознавства AH СРСР (Москва, 1978), сходознавчі читання академіка А. Ю. Кримського (1871—1942), міжнародні наукові конференції у Києві (протягом 2003—2012 pp.).
Брав активну участь у підготовці збірника наукових статей пам'яті доктора історичних наук, професора С. М. Пархомчука «Проблеми балканістики, сходознавства та міжнародних відносин» (Київ, 2007), енциклопедичного словника-довідника «Україна в міжнародних відносинах» (Київ, 2009—2016, вип. 1–6), був членом редколегії і виступав рецензентом міжвідомчого збірника наукових праць «Міжнародні зв'язки України: наукові пошуки і знахідки».
Член спеціалізованих учених рад Інституту міжнародних відносин Київського університету імені Тараса Шевченка, Інституту світової економіки і міжнародних відносин НАН України, Інституту сходознавства імені А. Ю. Кримського НАНУ.
Основні праці
- Радянсько-турецькі відносини в 1923—1935 рр. Київ, 1962
- Турецька Республіка в 50—60-ті роки ХХ ст.: З історії зовнішньої політики. Київ, 1967
- В интересах мира и добрососедства (о советско-турецких отношениях в 1935—1970 гг.). К., 1977
- Economie politique du Kemalisme. В кн.: Atatürk: Fondateur de la Turquie modern. Paris, 1984 (у співавт.)
- Об исследованиях А. Е. Крымского по туркологии (20-е гг.). Москва: «Восток», 1992, № 1
- Мустафа-Кемаль Ататюрк — великий будівничий республіканської Туреччини. «Східний світ», 2001, № 2
- З історії становлення й розвитку тюркології в Україні до середини 30-х років ХХ ст. «Східний світ», 2003, № 4
- Турция в ХХ веке. М., 2004 (у співавт.)
- Mustafa Kemal Atatürk ve Türkiye—Ukrayna Ilişkileri (1918—1938). «Atatürk Araştirma Merkezi Dergisi» (Ankara), 2003, Cilt 19, Sayi 55
- До розробки теми про відродження тюркології в Україні після 30-х рр. ХХ ст. «Східний світ», 2005, № 4
- Молодотурецька революція 1908 р. в Османській імперії. «Східний світ», 2009, № 1
- Феномен «турецького нейтралітету» у Другій світовій війні. «Міжнародні зв'язки України: Наукові пошуки і знахідки». Київ, 2011, вип. 20

## Нагороди
- Лауреат премії АН УРСР імені Д. Мануїльського (1975).
- медаль «У пам'ять 1500-річчя Києва» (1982),
- медаль «Ветеран праці» (1984)

## Родина
У 1958—2008 роках був одружений, має двох дітей — дочку і сина та двох онуків.
Дочка — Олена Локшина — доктор педагогічних наук, професор, завідувачка відділом у Національній Академії педагогічних наук України.
Син — Федір Черніков — фахівець інформаційних технологій.
Онука — Юлія Локшина — магістр Інституту міжнародних відносин Київського Національного університету імені Тараса Шевченка.
Онук — Максим Черніков — учень Київського ліцею.